# Croix monumentale d'Ancienville
La croix monumentale est une croix située à Ancienville, en France.

## Localisation
La croix est située sur la commune d'Ancienville, dans le département de l'Aisne.

## Historique
La croix en pierre, montée au 16e siècle, est inscrite au titre des monuments historiques en 1927.